# Parapsectra uliginosa
Parapsectra uliginosa är en tvåvingeart som beskrevs av Reiss 1969. Parapsectra uliginosa ingår i släktet Parapsectra och familjen fjädermyggor. Arten har ej påträffats i Sverige. Inga underarter finns listade i Catalogue of Life.